# Manderen
Manderen – miejscowość i dawna gmina we Francji, w regionie Grand Est, w departamencie Mozela. W 2016 roku populacja ówczesnej gminy wynosiła 432 mieszkańców. 
W dniu 1 stycznia 2019 roku z połączenia dwóch ówczesnych gmin – Manderen oraz Ritzing – powstała nowa gmina Manderen-Ritzing. Siedzibą gminy została miejscowość Manderen. 